# Leptochiton micropustulosus
Leptochiton micropustulosus är en blötdjursart som beskrevs av Kaas 1994. Leptochiton micropustulosus ingår i släktet Leptochiton och familjen Leptochitonidae. Inga underarter finns listade i Catalogue of Life.